# Juan Díaz Moreno de Cerqueyra
Juan Díaz Moreno de Cerqueyra o bien Juan Díaz Moreno y Pérez Sequeira de Don Benito (Concepción del Bermejo, gobernación del Río de la Plata y del Paraguay, e/ enero y julio de 1609–Corrientes, gobernación del Río de la Plata, 10 de agosto de 1695) era un militar que llegaría al rango de capitán, conquistador y encomendero español de origen lusohispano-inca que ocupó cargos de funcionario colonial y como tal, fue elegido alcalde de hermandad de Corrientes en 1647, alcalde ordinario de segundo voto de la ciudad en 1657 y de primer voto en 1665.

## Biografía

### Origen familiar y primeros años
Juan Díaz Moreno de Cerqueyra había nacido entre los meses de enero y julio de 1609 en la ciudad de Concepción del Bermejo, siendo hijo de Gaspar de Sequeira y de su muy joven esposa Ana de Valenzuela Bohorques, y sus abuelos paternos eran el capitán Domingo Díaz Moreno y Pérez Cerqueyra y su esposa Ana Pinta (n. Portugal, ca. 1553).

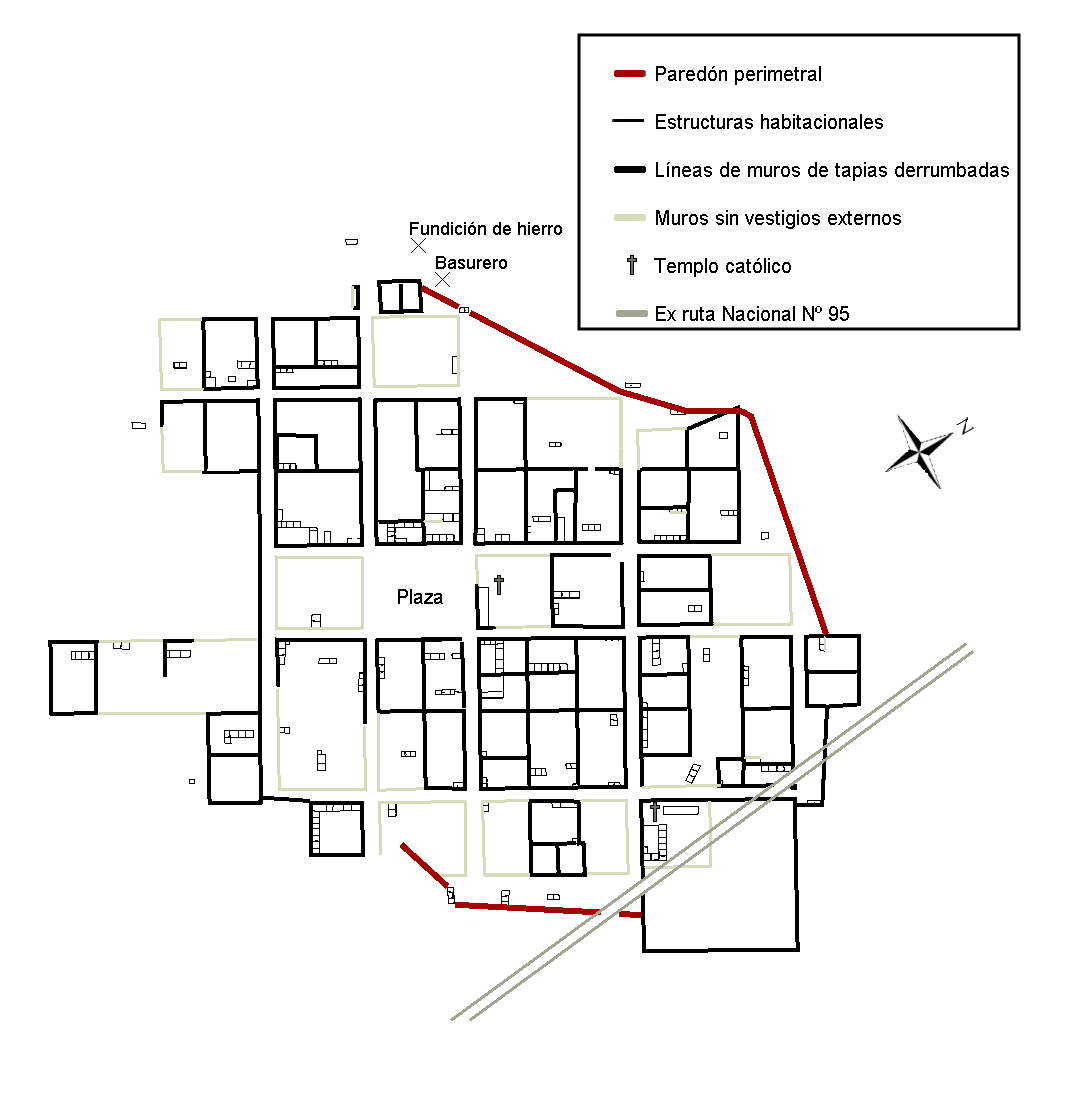
Plano de la extinta ciudad de Concepción del Bermejo o de Buena Esperanza (1585-1632).

Era nieto materno del mestizo hispano-inca Antón Martín de Don Benito y Yupanqui, que había sido conquistador del Perú, de Chile y del Tucumán, se convirtió en vecino fundador de la ciudad de Talavera de Esteco en 1567 y luego al ser encomendero de la otra mitad de Guacará desde 1584, se avecindó en Concepción del Bermejo en el año 1608, y de su esposa Ana de Valenzuela.
Los bisabuelos maternos eran la princesa incaica Isabel Yupanqui y el capitán Alonso Martín de Don Benito que fue alcalde de primer voto de Lima en 1541 y era medio hermano uterino del marqués Francisco Pizarro (1478-1541), gobernador de Nueva Castilla, quien se había amancebado con su concuñada, la princesa inca Inés Huaylas Yupanqui.
Por lo tanto, Juan Díaz Moreno era tataranieto materno del emperador inca Huayna Cápac (ca.1467-1527) y de su esposa Mama Cusirimay, además por otra vía, también del labrador Francisco Martín de Don Benito (n. Don Benito de Extremadura, Corona castellana, ca. 1443) y de su cónyuge Francisca González Mateos (n. ca. 1450), la cual había sido una doncella de Beatriz Pizarro por lo que conoció a su sobrino Gonzalo Pizarro Rodríguez de Aguilar, de quien terminó siendo su amante y con quien tuvo dos hijos naturales.

### Militar, encomendero y alcalde de hermandad correntino

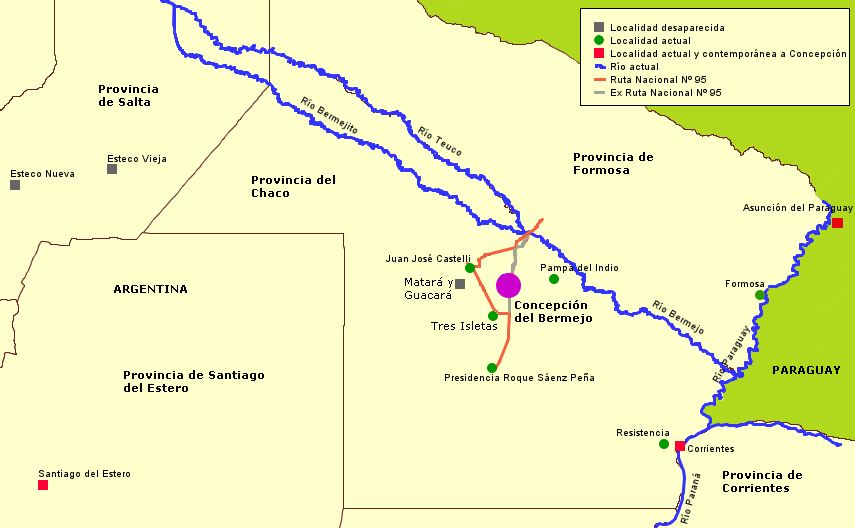
La ciudad de Asunción de la gobernación del Paraguay, la de Corrientes y la antigua urbe chaqueña de Concepción del Bermejo o de Buena Esperanza, además de sus encomiendas de Matará y Guacará (de 1584 a 1586 del Tucumán), todas en la gobernación del Río de la Plata, y también Esteco Nueva con su lugar primigenio a 80 km al Este pero devenido en la estancia Esteco Vieja y rancheríos de Culicas-Yatasto en la gobernación del Tucumán, ambas ciudades extintas respectivamente en 1632 y en 1692 (en mapa con divisiones políticas actuales).

Juan Díaz Moreno siguió la carrera militar que llegó al rango de capitán, posteriormente se hizo encomendero de los aborígenes nagaimales desde 1647, y en el mismo año fue nombrado alcalde de la Santa Hermandad de Corrientes.

### Alcalde ordinario de la ciudad de Corrientes
Años después fue nombrado regidor del Cabildo de Corrientes en 1650 y en 1656, y como tal fue elegido alcalde de segundo voto en 1657. Por alguna razón viajó a la Banda Oriental en el año 1662 y al regresar se enteró de la triste noticia de que su esposa María de la Cruz Arias de Mansilla había fallecido.
Posteriormente fue elegido como alcalde ordinario de primer voto de Corrientes en 1665 y después como procurador general de la misma ciudad en 1672.

### Fallecimiento
Finalmente el capitán Juan Díaz Moreno de Cerqueyra y Martín de Don Benito fallecería a los 86 años de edad el 10 de agosto de 1695 en la ciudad de Corrientes, sede de la tenencia de gobierno homónima que formaba parte de la gobernación del Río de la Plata.

## Matrimonios y descendencia
El capitán Juan Díaz Moreno de Cerqueyra y Don Benito se había unido dos veces en matrimonio:
- 1) - En primeras nupcias en 1644[2][13] con María de la Cruz Arias de Mansilla[2][13] (Corrientes,[2] ca. 1624 - ib., e/ 3 de marzo y diciembre de 1662),[2][13] una hija del capitán Juan Arias de Mansilla y Espinosa[2][13] y de su cónyuge María de Segovia,[2][13] sobrina de Inés Arias de Mansilla y Espinosa casada con el noble portugués, alcalde y teniente de gobernador correntino Manuel Cabral de Melo y Alpoin y nieta del capitán mestizo hispano-guaraní Francisco Arias de Mansilla[14] (n. Asunción del Paraguay,[14] 1570),[14] avecindado en Corrientes, encomendero[14] y teniente de gobernador desde 1627 a 1629, y de su esposa Lucía de Espinosa Belmonte y Balmaceda[14] (n. Asunción,[14] ca. 1591).

Fruto del matrimonio entre Juan Díaz Moreno y María Arias de Mansilla hubo los siguientes hijos:
- Ana de Cerqueyra (n. Corrientes, ca. 1645) que se casó hacia 1665 con Jácome Pérez Lindo.
- Juan Díaz Moreno de Cerqueyra y Arias de Mansilla (n. ca. 1647).
- María de Acosta y Arias de Mansilla.
- Teresa de la Trinidad (n. ca. 1649) que llevó el nombre de su bisabuela que estaba casada con Nicolás de Villanueva.
- Miguel Díaz Moreno (n. ca. 1653 - Baradero, después de 1693) que fue clérigo presbítero, comisario apostólico de Corrientes en 1683 y doctrinero en Baradero.
- Estefanía Díaz Moreno de Cerqueyra (n. Corrientes, ca. 1655) que se casó hacia 1675 con el maestre de campo Gabriel de Toledo.
- Andrea Díaz Moreno o bien Andrea Díaz Sequeira (n. ca. 1659) que se matrimonió hacia 1679 con el futuro electo alcalde de primer voto Gaspar Fernández de Arana (n. ca. 1657), asignado como teniente de gobernador interino de Corrientes desde 1697 a 1699, y a quien le concibió por lo menos a Úrsula Fernández y Díaz Moreno que se enlazaría en Corrientes el 3 de octubre de 1704 con Pedro Bautista de Casajús y Biec (n. 1684 - f. 1775). Su viudo Gaspar Fernández de Arana se unió en segundas nupcias hacia 1703 con la también viuda Gregoria Cabral de Melo Alpoin y Arias de Mansilla y con quien tuvo por lo menos a José Ignacio Cabral y Fernández de Arana (n. Corrientes, ca. 1704 - f. ib., 1778) que se matrimoniaría con María de Robledo Berón (n. ib., ca. 1705 - f. Corrientes).
- María Rodríguez de la Cruz (n. ca. 1661 - f. antes de 1710) que se enlazó hacia 1681 con su concuñado Juan Pérez Lindo.

- 2) - En segundas nupcias en 1666[13] con Mayor López[2][13] (n. ca. 1636).